# South Bay (Kalifornia)
South Bay – zurbanizowany region w obszarze metropolitalnym Los Angeles, położony w południowo-zachodniej części Los Angeles. Nazwa regionu wywodzi się od jego położenia geograficznego, ponieważ rozciąga się on wzdłuż południowego wybrzeża Santa Monica Bay. Swoim zasięgiem region obejmuje przybrzeżne miasta Hrabstwa Los Angeles na południe od międzynarodowego portu lotniczego w Los Angeles lub Imperial Highway, rozszerzając się w kierunku wschodnim, nie obejmuje Compton i Long Beach.
W regionie mają swoje siedziby i wydziały m.in. amerykańska centrala Hondy, Raytheon, Lockheed Martin, Computer Sciences Corporation, Boeing, Chevron, BP, Mattel, Northrop Grumman, Xerox i wiele innych.

## Dzielnice i osiedla
| Miasta śródlądowe - Inglewood - Carson - Gardena - Harbor City - Hawthorne - Lawndale - Lomita | Miasta nad Santa Monica Bay - Manhattan Beach - El Porto - El Segundo - Redondo Beach - Torrance - Hermosa Beach | Miasta na Palos Verdes Peninsula - Rolling Hills - Rolling Hills Estates - Palos Verdes Estates - Rancho Palos Verdes |

Obszary niemunicypalne Hrabstwa Los Angeles
- Alondra Park
- Del Aire
- West Carson
- Westfield and Academy Hill[1]

Dzielnice miasta Los Angeles
- Harbor City
- Harbor Gateway
- Wilmington
- San Pedro
- Terminal Island